# 산다이메 토리메로

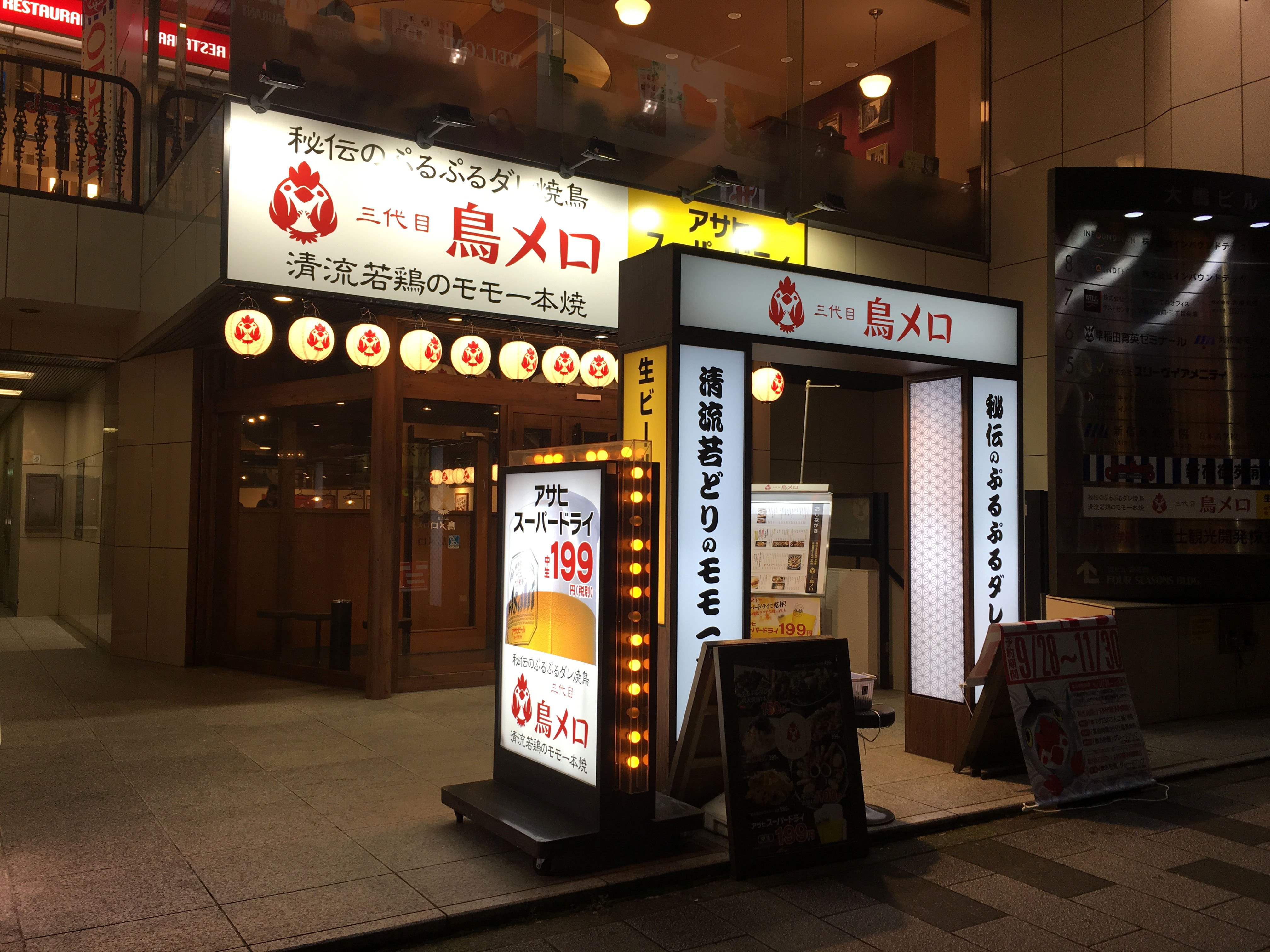
산다이메 토리메로 신주쿠 교엔마에점

산다이메 토리메로(일본어: 三代目鳥メロ)는 일본의 이자카야 체인점이다.
와타미 그룹의 일원으로, 2016년에 와타민치 등 일부 점포를 토리메로로 전환했다. 새요리를 메인 메뉴로 한 저가격 이자카야로 전환한 점포 매출은 전년 동기 대비 45.1% 증가를 기록하는 등 그룹의 실적 회복으로 이어졌다.